# Pacific Coliseum
Il Pacific Coliseum è un'arena coperta situata a Hastings Park a Vancouver. Completata nel 1968, durante le partite di hockey su ghiaccio può arrivare a contenere fino a 16 281 spettatori. Attualmente ospita le partite casalinghe dei Vancouver Giants, che militano nella Western Hockey League. L'impianto ospita anche numerosi altri eventi e concerti ed è stato scelto per ospitare le gare di pattinaggio di figura e short track dei XXI Giochi olimpici invernali.
Prima dei Giants ha ospitato le partite dei Vancouver Canucks, dei Vancouver Blazers, e dei Vancouver Voodoo.

## Storia
Progettato da W.K. Noppe tra il 1966 e il 1967, con la sua semplice forma geometrica e il particolare anello formato da pannelli bianchi, la costruzione può essere classificata come un esempio di formalismo. Usato inizialmente come casa dei Vancouver Canucks, militanti nella Western Hockey League, negli anni a venire ha ospitato poi la squadra NHL dei Vancouver Canucks e i Vancouver Blazers, militanti nella WHA.
Nonostante la ristrutturazione e l'ampliamento dei tardi anni settanta, perse definitivamente ogni possibile attrattiva in seguito all'inaugurazione del General Motors Place, avvenuta nel 1995.
Nel 2007 l'arena è stata nuovamente ristrutturata e ampliata in vista dei XXI Giochi olimpici invernali.